# ماچیا ستنا
ماچیا ستنا (به صربی: Mačja Stena) یک منطقهٔ مسکونی در صربستان است که در کورشوملیا واقع شده‌است. ماچیا ستنا ۲۹ نفر جمعیت دارد.